# San Rafael Hills
San Rafael Hills – wzgórza w Hrabstwie Los Angeles, w Kalifornii w Stanach Zjednoczonych. Są jednymi z najmniejszych pasm górskich w Transverse Ranges. Leżą równolegle do Gór San Gabriel od południa i przylegają do San Gabriel Valley.
Grzbiet pasma znajduje się na wysokości ok. 545 m n.p.m.
Na terenie wzgórz San Rafael leżą w całości lub częściowo miasta i dzielnice: Pasadena, South Pasadena, San Marino, El Sereno, Monterey Hills, Montecito Heights, Cypress Park, Mount Washington, Glassell Park.